# Fanø
Fanø este o arie protejată (arie de protecție specială avifaunistică — SPA) din Danemarca întinsă pe o suprafață de 4.439 ha, integral pe uscat.

## Localizare
Centrul sitului Fanø este situat la coordonatele 55°24′17″N 8°24′10″E / 55.404722°N 8.402778°E.

## Înființare
Situl Fanø a fost declarat arie de protecție specială avifaunistică în mai 1983 pentru a proteja 25 de specii de animale.

## Biodiversitate
Situată în ecoregiunea atlantică, aria protejată nu include niciun habitat protejat.
La baza desemnării sitului se află mai multe specii protejate de  păsări (25): rață sulițar (Anas acuta), rață fluierătoare (Anas penelope), ciuf de câmp (Asio flammeus), buhai de baltă (Botaurus stellaris), Branta bernicla bernicla, Branta bernicla hrota, Calidris alba, fugaci de țărm (Calidris alpina), Calidris alpina schinzii, Calidris canutus, prundăraș de sărătură (Charadrius alexandrinus), erete de stuf (Circus aeruginosus), erete vânăt (Circus cyaneus), erete cenușiu (Circus pygargus), șoim călător (Falco peregrinus), pescăriță râzătoare (Gelochelidon nilotica), scoicar (Haematopus ostralegus), sitar de mal nordic (Limosa lapponica), cormoran mare (Phalacrocorax carbo), bătăuș (Philomachus pugnax), ploier argintiu (Pluvialis squatarola), ciocântors (Recurvirostra avosetta), chiră mică (Sterna albifrons), Sterna paradisaea, călifar alb (Tadorna tadorna).